# Котельников, Василий Петрович
Василий Петрович Котельников (30 января 1895, село Липовка, Пензенская губерния — 17 сентября 1971 года, Москва) — советский военный деятель, генерал-майор (1943).

## Начальная биография
Родился 30 января 1895 года в селе Липовка (ныне — Тамалинского района Пензенской области).

## Военная служба

### Первая мировая и гражданская войны
В мае 1915 года призван в ряды Русской императорской армии и направлен на учёбу в учебную команду Преображенского лейб-гвардии полка, после окончания которой направлен фельдфебелем пулемётной команды на Западный фронт. В декабре 1917 года демобилизован из рядов армии.
В январе 1918 года вступил в ряды РККА, после чего был назначен на должность коменданта охраны Чрезвычайной межведомственной военной комиссии по охране путей сообщения Петроград—Москва, однако в мае того же года был уволен в запас по болезни. В октябре того же года повторно призван в ряды РККА, после чего направлен в 159-й Онежский стрелковый полк (18-я стрелковая дивизия), в составе которого, находясь на должностях командира взвода и начальника команды пеших разведчиков, принимал участие в боевых действиях на Северном фронте.
В апреле 1919 года направлен на учёбу на 1-е Вологодские советские пехотные курсы, а затем на 10-е Чугуевские пехотные курсы, после окончания которых с мая 1920 года, находясь на должности командира взвода этих курсов, принимал участие в боевых действиях на Южном фронте.

### Межвоенное время
C мая 1921 года служил в 6-й Чугуевской пехотной школе (Украинский военный округ) на должностях помощника командира и временно исполняющего должность командира роты, инструктора спорта и фехтования школы.
В августе 1922 года направлен на учёбу на курсы при Киевской высшей военно-педагогической школе, после окончания которых с января 1923 года служил в 6-й Харьковской пехотной школе на должностях командира взвода и командира роты. В сентябре того же года направлен на учёбу в Московскую высшую военно-педагогическую школу, после окончания которой в сентябре 1924 года назначен на должность командира роты Владикавказской пехотной школы, а в апреле 1929 года — на должность начальника хозяйственной части этой же школы.
После окончания Военно-хозяйственных курсов в Ростове-на-Дону в декабре 1930 года назначен на должность военного руководителя Северо-Кавказского металлургического института, в октябре 1931 года — на должность помощника командира по строевой части 37-го Шахтинского полка (13-я стрелковая дивизия, Северо-Кавказский военный округ).
В 1932 году закончил бронехимическое отделение Стрелково-тактического института «Выстрел» и в мае того же года назначен на должность начальника и комиссара учебного центра 9-го стрелкового корпуса (Северо-Кавказский военный округ), в марте 1934 года — на должность командира и комиссара 92-го стрелкового полка (31-я стрелковая дивизия, Приволжский военный округ), в апреле 1936 года — на должность начальника учебного центра 12-го стрелкового корпуса, в апреле 1937 года — на должность начальника Саратовских курсов усовершенствования командного состава запаса РККА, в декабре 1940 года — на должность заместителя командира 88-й стрелковой дивизии, а в январе 1941 года — на должность заместителя командира и исполняющего должность командира 122-й стрелковой дивизии (Ленинградский военный округ).

### Великая Отечественная война
В июле 1941 года назначен на должность командира 3-й стрелковой дивизии народного ополчения (Ленинградская армия народного ополчения, Северный, с августа 1941 года — Ленинградский фронт), которая под его командованием вела оборонительные боевые действия под Ленинградом, а также принимала участие в ходе освобождения населённых пунктов Русско-Высоцкое, Михайловка, Красное Село и других.
В сентябре 1941 года был тяжело ранен и направлен в госпиталь и после излечения в июле 1942 года назначен на должность командира 219-й стрелковой дивизии (6-я армия), которая участвовала в ходе Воронежско-Ворошиловоградской оборонительной операции, а в августе вела боевые действия по освобождению села Коротояк (Острогожский район, Воронежская область). В январе 1943 года дивизия под командованием Котельникова была включена в состав 69-й армии, которая во время Курской битвы занимала оборону во втором эшелоне Воронежского фронта за позициями 6-й и 7-й гвардейских армий и принимала участие в ходе отражения наступления противника юго-восточнее Прохоровки. В конце июля дивизия вела боевые действия в ходе Белгородско-Харьковской наступательной операции, а также при освобождении городов Новый Оскол, Харьков и Белгород.
В августе 1943 года назначен на должность командира 1-го стрелкового корпуса, который принимал участие в ходе Смоленской и Витебско-Оршанской наступательных операциях. По состоянию здоровья в июле 1944 года освобождён от должности командира корпуса и затем назначен на должность начальника Владимирского пехотного училища.

### Послевоенная карьера
В августе 1946 года назначен на должность начальника Лепельского пехотного училища, преобразованного в сентябре 1947 года в Череповецкое, а в июне 1948 года — на должность заместителя начальника Военно-педагогического института Советской Армии по научной и учебной работе — начальника учебного отдела.
В июле 1953 года вышел в запас. Умер 17 сентября 1971 года в Москве.

## Награды
- Орден Ленина;
- Три ордена Красного Знамени;
- Орден Суворова 2 степени;
- Медали.